# Tephrochlamys steniusi
Tephrochlamys steniusi är en tvåvingeart som beskrevs av Frey 1930. Tephrochlamys steniusi ingår i släktet Tephrochlamys och familjen myllflugor. Arten är reproducerande i Sverige. Inga underarter finns listade i Catalogue of Life.